# Toundoute
Toundoute (variante : Toundout ; en arabe : توندوت) est une commune rurale de la province de Ouarzazate, dans la région de Souss-Massa-Draa, au Maroc. Elle a pour chef-lieu un village du même nom.

## Géographie
Ses coordonnées géographiques sont : 31° 20′ 52″ N, 6° 31′ 02″ O ; et celles de son chef-lieu, situé à 1 539 m d'altitude, sont .

## Démographie
De 1994 à 2004, sa population est passée de 11 262 à 11 877 habitants.

## Administration et politique
Son chef-lieu, le village de Toundoute, est également le chef-lieu du caïdat de Toundoute, dans le cercle de Moghrane. Il dispose d'un centre de soins communal avec unité d'accouchement (CSCA).